# Tabitha King
Tabitha King, född Tabitha Jane Spruce den 24 mars 1949 i Old Town i Maine, är en amerikansk författare, hustru till Stephen King sedan 1971.

## Barn- och ungdomstiden
Tabitha King föddes som Tabitha Jane Spruce i Old Town, Maine. Hon är dotter till Raymond George och Sarah Jane White Spruce och är ett av åtta barn.
Sin grundutbildning fick hon vid St. Mary’s Grammar i Old Town, varifrån hon tog examen 1963. Hon läste därefter vid John Bapst Memorial High School i Bangor till 1967, och erhöll sin kandidatexamen i historia 1971 vid University of Maine i Orono.

## Familj
Tabitha träffade sin make, författaren Stephen King, på college genom sitt studentarbete i Foglerbiblioteket. De gifte sig den 2 januari 1971 och har tre barn tillsammans: Naomi Rachel, Joseph Hillstrom, och Owen Phillip. De två sistnämnda barnen har själva blivit författare.

## Karriär
King har skrivit sju romaner, av vilka samtliga har släppts som pocket av New American Library, samt en faktabok.

## Social verksamhet
King är aktiv i flera styrelser och kommittéer i staten Maine, inklusive styrelsen för Shaw House (ett härbärge för hemlösa ungdomar i Bangor), styrelserna för Maine Public Broadcasting System och för Bangors allmänna bibliotek.
Hon har tidigare tjänstgjort i styrelsen för University of Maine Press och i Maine Council for the Humanities.
1996 tjänstgjorde hon som ordförande för kampanjen att renovera Bangors allmänna bibliotek, vilken samlade ihop mer än åtta miljoner USD. 
King deltog 1997 i kampanjen för att samla ihop medel så att en före detta skolbyggnad kunde bli permanent lokal för Shaw House.
Hon tjänstgör för närvarande som vicepresident för WZON/WKIT, två samarbetande radiostationer i Maine, samt i administrationen för två filantropiska familjestiftelser.

## Utmärkelser och erkännanden
I maj 1987 utnämndes King och hennes make till hedersdoktorer vid University of Maine i Orono
1998 blev King den första mottagaren av det årliga Constance Carlson Humanities Prize för sina bidrag i arbetet att främja humaniora.

## Bidrag och sammanställningar
- Murderess Ink: The Better Half of the Mystery, Dilys Winn, ed., Bell, 1979
- Shadows, Volume 4, C. L. Grant, ed., Doubleday, 1981
- Midlife Confidential, ed. David Marsh et al, photographs by Tabitha King, Viking Penguin, 1994